# Gorenji Mokronog
Gorenji Mokronog je naselje u slovenskoj Općini Mokronog - Trebelnu. Gorenji Mokronog se nalazi u pokrajini Dolenjskoj i statističkoj regiji Donjoposavskoj regiji. 

## Stanovništvo
Prema popisu stanovništva iz 2002. godine naselje je imalo 15 stanovnika.